# セゾン川
セゾン川（セゾンがわ、フランス語: Saison）またはユハイツァ川（バスク語: Uhaitz Handia）は、フランス南西部のヌーヴェル＝アキテーヌ地域圏ピレネー＝アトランティック県を流れる河川。

## 地理
リク＝アテレに発して北に向かって流れ、タルデ＝ソロリュなどを通る。流域最大の町はモレオン＝リシャールであり、この町はフランス領バスク7領域のひとつであるスール地方の中心都市である。ソヴテール＝ド＝ベアムの西にあるサン＝マルタン地区ではオロロン川に合流している。オロロン川はその後、ランド県ペルオラードの南でポー川に合流する。ポー川はその後アドゥール川に合流し、最終的には大西洋のビスケー湾に注いでいる。

## 流域にある自治体
- ピレネー＝アトランティック県 : リク＝アテレ（英語版）、タルデ＝ソロリュ（英語版）、モレオン＝リシャール